# Oleksandr Lotozkyj

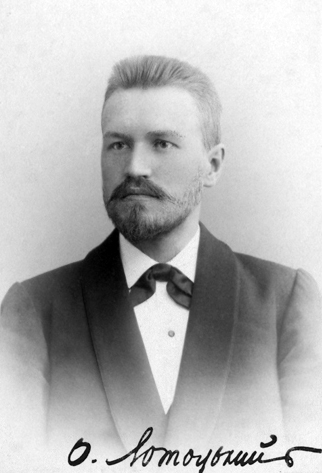
Oleksandr Lotozkyj

Oleksandr Hnatowytsch Lotozkyj (ukrainisch Олександр Гнатович Лотоцький, russisch Александр Игнатьевич Лотоцкий Alexander Ignatjewitsch Lotozki; * 9. Märzjul. / 21. März 1870greg. in Bronnyzja, Gouvernement Podolien, Russisches Kaiserreich; † 22. Oktober 1939 in Warschau, Generalgouvernement) war ein ukrainischer Kirchenhistoriker, Ökonom, Schriftsteller, Publizist, Diplomat und Politiker.

## Leben
Oleksandr Lotozkyj kam im Dorf Bronnyzja im heutigen Rajon Mohyliw-Podilskyj der ukrainischen Oblast Winnyzja am Ufer des Dnister und der Grenze zur Republik Moldau zur Welt. Er war der Sohn des orthodoxen Priesters Hnat Lotozkyj, der einer seit dem 15. Jahrhundert bekannten Bojarenfamilie angehörte, die unter anderem mit der Familie Giedroyć verwandt war.
Nach dem Abschluss der Volksschule in Tultschyn 1884 konnte er auf Empfehlung seines Lehrers auf das Seminar in Kamjanez-Podilskyj wechseln. In der „Diözesanzeitung von Podilsky“ erschien 1889 sein erstes Gedicht und im selben Jahr wechselte er an das Seminar im georgischen Tiflis, wo sein älterer Bruder unterrichtete. Nachdem sein zwischenzeitlich erblindeter Bruder jedoch im Sommer 1890 zu seinen Eltern in die Ukraine zog, wechselte er an die Kiewer Theologische Akademie (Киевская духовная академия), die er 1895 absolvierte.
Lotozkyj war von 1897 bis 1900 am Staatlichen Ministerium für Finanzkontrolle in Kiew tätig. 1894 war er einer der Gründer des Kiewer Verlages Вік Wik und von 1900 an war er Vollmitglied  der Wissenschaftlichen Schewtschenko-Gesellschaft. Zwischen 1900 und 1917 arbeitete er am Ministerium in Sankt Petersburg, wo er zum stellvertretenden Generalreferenten aufstieg. Als aktives Mitglied der 1908 gegründeten Gesellschaft der ukrainischen Progressiven (Товариство Українських Поступовців „ТУП“) unterstützte er die Gründung des ukrainischen Caucus in der Staatsduma. Während seiner Petersburger Zeit war er zudem vielseitig wissenschaftlich, journalistisch und literarisch aktiv. So befasste er sich ausgiebig mit der Wirtschaft und veröffentlichte dazu eine Reihe von Artikeln. Weiterhin engagierte er sich bei der Förderung des Werks Taras Schewtschenkos unter der russischsprachigen Bevölkerung, befasste sich mit Kirchengeschichte und Pädagogik, insbesondere dem Unterricht der ukrainischen Sprache in der Schule.
Nach der Februarrevolution von 1917 wurde er Vorsitzender des im März 1917 gegründeten ukrainischen Nationalrats in Petrograd. Nach der Ernennung der Provisorischen Regierung wurde er im Mai 1917 Gouverneurskommissar von Bukowina und Pokutien. Im Januar 1918 ging er nach Kiew und wurde umgehend zum Generalsekretär (Minister) im Generalsekretariat der ukrainischen Zentralna Rada ernannt. Im Frühjahr 1918 war er in der Regierung der Ukrainischen Volksrepublik kurzzeitig Minister für staatliche Kontrolle und im Ukrainischen Staat war er im Oktober/November 1918 Minister für religiöse Angelegenheiten. Als solcher war er maßgeblich an der Erklärung der Autokephalie der ukrainischen orthodoxen Kirche vom 1. Januar 1919 beteiligt. Im Januar 1919 wurde er zum Botschafter der Ukraine in der Türkei ernannt und reiste in diplomatischer Mission nach Konstantinopel, um vom Patriarchen von Konstantinopel die Anerkennung des Status der neuen Kirche zu erhalten. Aufgrund der Besetzung der Türkei durch die Entente und die bolschewistische Machtübernahme in der Ukraine emigrierte er im März 1920 nach Wien und 1922 nach Prag, wo er bis 1928 an der ukrainischen Freien Universität Dozent und schließlich Professor für kanonisches Recht war. Von 1929 bis zu seinem Tod war er Professor für orthodoxe Kirchengeschichte an der Universität Warschau. Zwischen 1930 und 1939  war er Direktor des Ukrainischen wissenschaftlichen Instituts in Warschau. Außerdem war er von 1927 bis 1930 Innenminister und stellvertretender Ministerpräsident der Exilregierung der Ukrainischen Volksrepublik.
Er starb 69-jährig in Warschau. Seine Asche wurde 1971 auf den St. Andrew-Friedhof in South Bound Brook, New Jersey, Vereinigte Staaten überführt und neu bestattet.